# Argyrisme
 Mise en garde médicale
L'argyrisme (du grec : ἄργυρος, argyros, argent) est une affection provoquée par l'ingestion excessive de l’élément argent, sous forme de poussière d'argent métal ou de composés d'argent.
Le symptôme le plus frappant de l’argyrisme est la coloration de la peau qui prend une teinte gris-ardoise, gris brun ou bleutée sur les parties découvertes. L’argyrisme peut se présenter comme un argyrisme généralisé ou un argyrisme local.
L’argyrose est une affection analogue qui atteint l'œil. La coloration est considérée comme définitive, mais le laser a été utilisé à visée thérapeutique avec des résultats esthétiques satisfaisants.
L'intoxication aiguë à l'argent est normalement très rare, du fait de la rareté de l'argent dans l'environnement ; toutefois, elle peut être causée par la consommation de certaines substances qui en contiennent. Une des principales sources d'intoxication est la mode de l'argent colloïdal, microparticules de nano-argent présenté comme un élixir miracle par certains charlatans aux États-Unis. 

## Histoire
Depuis au moins le début du XXe siècle, les médecins savaient que l'argent ou les composés d'argent pouvaient provoquer une coloration grise ou bleu-gris de certaines zones de la peau et également d’autres tissus de l'organisme. L’argyrisme survient chez les personnes qui mangent, respirent ou boivent des sels d'argent, généralement durant une longue période (plusieurs mois à plusieurs années).
Une seule exposition à un composé d'argent peut également entraîner un dépôt d'argent dans la peau et dans d'autres parties du corps, mais cette éventualité n'est pas reconnue comme pouvant avoir un effet néfaste. Il est probable que de nombreuses expositions à l'argent soient nécessaires pour provoquer un argyrisme. Une fois que la maladie est constituée, on considère généralement qu’elle est définitive.
Il ne s’agit pas simplement d’un « problème cosmétique ». La coloration bleue de la peau n'est pas l’effet le plus grave pour la santé. Il a été démontré que l’argent pouvait également être responsable de lésions cérébrales, convulsions, de la mort ou d'un état végétatif persistant.

## Seuils et situations de vulnérabilité
Les cas nord-américains rapportés d’argyrisme déclarés à l’Agence de protection de l'environnement donnent à penser qu'un à quatre grammes d'argent ou d'un composé d'argent pris dans un médicament par petites doses pendant plusieurs mois suffisent à provoquer un argyrisme chez certaines personnes.
L'argent n'est plus prescrit par voie orale à des doses connues pour provoquer une maladie, mais des cas d'auto-médication se produisent encore.

Des cas sont signalés de temps à autre, généralement dus à une forme colloïdale de l'argent (argent ionique ou en nanoparticules).
Les salariés travaillant dans des usines produisant de l'argent peuvent également en respirer (vapeur ou nanoparticules d'argent, directement ou sous forme de ses composés). Les cas d'argyrisme étaient plus fréquents dans le passé, sans qu'on connaisse les concentrations d'argent dans l'air ni la durée de l'exposition qui a été nécessaire pour induire l’argyrisme chez ces travailleurs. On ignore le seuil au-delà duquel apparaissent des problèmes respiratoires, une irritation de la gorge, des poumons, des douleurs gastriques.
L’argyrisme touchant la totalité du corps est réputé indiquer une exposition interne chronique. Au contraire, un contact local de la peau avec des composés d'argent peut faire changer celle-ci de couleur (au point de contact avec l'argent).
La plupart des gens ayant utilisé des crèmes dermatologiques contenant de l'argent ou des composés tels que le nitrate d'argent et la sulfadiazine d'argent n'ont pas signalé de problèmes de santé résultant de l’utilisation de l'argent en médecine.
Dans une étude animale, une solution de nitrate d'argent (81 milligrammes de nitrate d'argent par litre d'eau) appliquée sur la peau de cobayes pendant 28 jours n'a pas provoqué la mort des animaux, toutefois cette intoxication a empêché les cochons d'Inde de prendre du poids normalement. On ignore si des effets similaires existeraient chez des personnes qui seraient exposées de la même façon. Un rat absorbant de l'eau contenant de l'argent ne meurt qu'à partir de fortes doses (2,6 grammes/litre).

## Cas rapportés chez l'humain
Une affaire récente a défrayé la chronique, celle de Stan Jones (en), un homme politique du Montana, candidat libertarien au Sénat des États-Unis en 2002 et 2006. Jones a été atteint d’argyrisme après avoir absorbé un produit fait-maison à base d’argent qu'il avait fabriqué, de crainte que le passage informatique à l'an 2000 rende les antibiotiques indisponibles. La coloration particulière de sa peau a été la raison majeure de la couverture médiatique importante de sa campagne et de l’échec de sa candidature, même si Jones soutient que les photographies de lui les plus connues ont été « falsifiées ». Jones a juré qu'il n'avait pas utilisé la couleur argentée de sa peau comme gadget publicitaire. Il continue à promouvoir l'usage de l’argent colloïdal comme remède familial. Il a prétendu que sa bonne santé, si l’on excepte la teinte inhabituelle de sa peau, était le résultat de l’absorption d'argent colloïdal.
De même, le 20 décembre 2007, une partie de la presse internationale a publié l’histoire de Paul Karason. Ce Californien, dont la peau tout entière est devenue progressivement bleue, avait absorbé de l'argent colloïdal qu’il avait fabriqué lui-même avec de l'eau distillée, des sels et de l'argent, utilisé comme baume pour le visage dans le but de soigner ses problèmes de sinus, de dermatites, de reflux acide, et d'autres symptômes,,.
Un autre cas a été rapporté par Alexander Gettler : il s'agit de l'Homme Bleu exhibé avec les créatures monstrueuses dans les années 1920 par le cirque Barnum.
En novembre 2021, deux nouveaux cas sont reportés en Suisse,.
Sur une photo prise quelques semaines avant son décès en avril 2021, Amy Carlson, une femme gourou américaine apparaissait avec une teinte violacée sur sa peau. L'autopsie rendue publique début décembre 2021 révèle que sa mort serait due à un abus d’alcool, à son anorexie et à une ingestion chronique d'argent colloïdal.

### Produits susceptibles de causer l'argyrisme
De nos jours, il s'agit souvent de médicaments traditionnels ou autoproduits (comme antiseptiques, antiulcéreux… pour traiter des problèmes de peau, de conjonctivite, gastrite ou gastroduodénite). Ils peuvent aussi parfois induire une photosensibilisation, une thésaurismose, une stéatose hépatique, une hépatomégalie, et d'autres maux.
Liste non exhaustive de produits connus pour leur capacité à induire au-delà d'une certaine dose un argyrisme :
- argent colloïdal[15] ;
- fluorescéine d'argent disilver2-(3-oxido-6-oxoxanthen-9-yl)benzoate[16],[17] ;
- gluconate d'argent ;
- nitrate d'argent ;
- nucléinate d'argent ;
- protéinate d'argent ;
- vitellinate d'argent ;
- argentothio-propanol sulfonate de sodium.

## Culture
Dans la saison 5, épisode 4 de la série Balthazar, un personnage souffre d'argyrisme.